# محمد علي قاسم
محمد علي قاسم (1945 - 3 يناير 2016) ممثل يمني، قدم العديد من الأدوار المسرحية والتلفزيونية ويعتبر من رواد الحركة المسرحية اليمنية.

## عن حياته
التحق محمد علي قاسم بالمسرح الوطني في صنعاء في العام 1977م ومنه بدأ انطلاقته في المسرح وقدم العديد من الأعمال المسرحية ليتلوها عمله في الأعمال الدرامية التلفزيونية، كما كانت له مشاركات خارجية عدة.

## من أعماله

### مسرحيات
- مسرحية السر.
- مسرحية مغترب للأبد.
- مسرحية الجسر.
- مسرحية المنافق.
- مسرحية الصندوق.

### أعمال تلفزيونية
- الفجر.
- حكاية صابر.
- الحب والثأر.
- كيني ميني.
- عيني عينك.
- همي همك.

## وفاته
توفي الفنان محمد علي قاسم فجر يوم الأحد 3 يناير 2016م، عن عمر يناهز السبعين عاماً، في هيئة مستشفى الثورة بصنعاء بعد معاناة طويلة مع مرض القلب وتضيق لشرايينه استمر لسنوات، تم تشييعه في ذات اليوم إلى مقبرة ماجل الدمة بصنعاء بعد الصلاة عليه في مسجد حذيفة بشارع تعز عقب صلاة الظهر